# Raynald Guay
Pour les articles homonymes, voir Guay.
Raynald Guay, né le 31 mars 1933 et mort le 26 janvier 2017, est un avocat et homme politique canadien.
Né à Lauzon dans la région de Chaudière-Appalaches, M. Guay devint député du Parti libéral du Canada dans la circonscription fédérale de Lévis en 1963. Réélu en 1965, 1968, 1972, 1974, 1979 et en 1980, il démissionna en 1980 pour accepter un poste au Tribunal anti-dumping.